# 신혜정
신혜정(1993년 8월 10일 ~ )은 대한민국의 가수, 배우이다. 걸그룹 AOA의 리드보컬, 리드댄서이자, 유닛 그룹 AOA 화이트, AOA 크림의 멤버였다.

## 학력
- 동일중학교 (졸업)
- 동일여자상업고등학교 (졸업)

## 생애
1993년 8월 10일 경기도 포천군(현 경기도 포천시)에서 태어났다. 그녀의 어머니의 어릴 때 꿈이 연예인이었기 때문에, 혜정이 어렸을 때부터 연예계에 진출하기를 바랐다고 한다. 그러나 혜정은 중학생 때까지 내성적인 성격 때문에 거절했다. 이후 동일여자상업고등학교에 진학해 고등학교 홍보모델, 치어리더 동아리 '엔저' 활동을 했고 또한 전국 치어리딩 경연대회에서 1위를 하기도 했다. 그뒤 자신감이 생기자 연예계쪽으로 진로를 바꿨고 혜정의 어머니가 혜정 몰래 슈퍼모델 선발대회에 원서를 접수하였으나 이 사실을 3일 전에 알게 된 혜정은 부족한 준비기간으로 3차 예선에서 탈락한다. 하지만 탈락 후 우연히 집으로 돌아가는 길에 FNC 매니저에게 캐스팅되었다.

## 작품

### 드라마
| 연도 | 방송        | 제목                                 | 역할            | 비고     |
| ---- | ----------- | ------------------------------------ | --------------- | -------- |
| 2012 | SBS         | 《신사의 품격》                      | 나종석 딸       |          |
| 2012 | SBS         | 《청담동 앨리스》                    | 한세진          |          |
| 2013 | SBS         | 《청담동 앨리스》                    | 한세진          |          |
| KBS2 | 《칼과 꽃》 | 달기                                 |                 |          |
| 2018 | SBS         | 《착한마녀전》                       | 주예빈          |          |
| 2019 | tvN         | 《로맨스는 별책부록》                | 은호의 여자친구 | 특별출연 |
| 2019 | 웹드라마    | 《사랑병도 반환이 되나요?》          |                 |          |
| 2019 | KBS2        | 《퍼퓸》                             | 손미유          |          |
| 2020 | tvN         | 《(아는 건 별로 없지만) 가족입니다》 | 윤서영          |          |

### 영화
- 《미션 파서블》 (2021년) - 국정원 미녀요원 역

### 예능
- 2014년 KBS2 《위기탈출 넘버원》
- 2017년 TV조선 《매직 컨트롤》
- 2018년 tvN 《SNL 코리아》
- 2018년 MBC 《미스터리 음악쇼 복면가왕》 - 민물고기의 꿈 잉어아가씨 <참가자>
- 2025년 TV조선 《조선의 사랑꾼》 - 임도화♥︎송의환 편 VCR 출연

### 광고
| 연도 | 기업       | 브랜드              | 비고 |
| ---- | ---------- | ------------------- | ---- |
| 2018 | 한세엠케이 | 버커루(with.양세종) |      |

## 수상 및 후보
| 연도 | 시상식       | 부문            | 작품       | 결과 |
| ---- | ------------ | --------------- | ---------- | ---- |
| 2018 | SBS 연기대상 | 여자 신인연기상 | 착한마녀전 | 후보 |